# When the Levee Breaks
When the Levee Breaks е песен, написана и записана от Канзас Джо Маккой и Мемфис Мини през 1929 г., преработена от британската рок група „Лед Зепелин“ за четвъртия им неозаглавен студиен албум, издаден на 8 ноември 1971 г. от „Атлантик Рекърдс“. Текстовете в песента говорят за последствията, породени от наводнението на река Мисисипи през 1927 г., включително увеличаването на миграцията на хора към Средния Запад, Северозапад и Запад на Съединените щати.
Певецът на групата Робърт Плант използва много от оригиналните текстове, докато обмисля съдържанието на албум а написването на песента се приписва на Мемфис Мини и отделните членове на „Лед Зепелин“. Джими Пейдж коментира, че докато текстовете на Плант се идентифицират с оригинала, той разработва нов китарен риф, който го отличава. Въпреки това, барабаните на Джон Бонъм обикновено се отбелязват като определящата характеристика на песента.
Песента получава предимно положителни коментари и отзиви, When the Levee Breaks е определена „като най-голямото постижение на четвъртия им албум“ и е сравнена със Stairway to Heaven.

## Записване
Преди записванто и издаването ѝ, „Лед Зепелин“ на два пъти правят опити то да се случи. Те записват ранна версия на песента през декември 1970 г. в „Хедли Грейндж“, използвайки мобилното студио на „Ролинг Стоунс“. По-късно тази версия, е издаден като If It Keeps On Raining при преиздаването на Coda през 2015 г. Преди да се преместят в „Хедли Грейндж“, те неуспешно се опитват да направят запис в „Айлънд Рекърдс“ в Лондон в началото на сесиите за записите на четвъртия си албум.
Джими Пейдж и Джон Пол Джоунс основават своите китарни и бас реплики на оригиналната песен. Въпреки това, те не следват неговата структура с дванадесет такта на блуса I–IV–V–I, а вместо това са използват едноакордов или модален подход, за да му придадат дрънкащ звук. Робърт Плант използва много от текстовете, но използва различен мелодичен подход, той добавя и партия на хармоника; по време на смесването се създава ефект на обратно ехо, при което ехото се чува пред източника.
Части от песента са записани с различно темпо, особено при солата на хармоника и китара. Това е единствената песен в албума, която е миксирана в „Сънсет Саунд“ в Холивуд, Калифорния (останалата част е ремиксирана в Лондон). Джими Пейдж идентифицира панорамирането на края на песента като един от любимите му миксове, „когато всичко започва да се движи наоколо, освен гласа, който остава неподвижен“. Песента обаче, е трудна за пресъздаване на живо и групата я свири само няколко пъти в ранните етапи на тяхното американско турне през 1975 г.

## Оценка на критиката
Музикалният критик Робърт Кристгау посочва версията на „Лед Зепелин“ на When the Levee Breaks като най-голямото постижение на четвъртия им албум. Той твърди, че като автентична блус песен „има величието на симфонично крещендо“, тяхната версия едновременно надхвърля и придава достойнство на „квазипародичното преувеличение и странно мозъчно настроение“ на техните минали блус песни. Мик Уол я нарича „хипнотична, блус рок мантра“. Критикът на „Олмюзик“ Стивън Томас Ърлевайн, в ретроспективно ревю, коментира, че песента е единственото парче от четвъртия им албум наравно със Stairway to Heaven и я нарича „апокалиптична част от градски блус... силна и плашеща като Зепелин и техните сеизмични ритми и многослойна динамика илюстрират защо никой от имитаторите им никога не би могъл да се равнява с тях.“ Въпреки това, биографът на групата Кийт Шадуик отбелязва, че песента „страда от твърде малко идеи, добавени към съставките с течение на минутите, в сравнение с Black Dog и други песни от първата страна на албума.

## Музиканти
- Робърт Плант – вокали, хармоника
- Джими Пейдж – китара
- Джон Пол Джоунс – бас
- Джон Бонъм – барабани

## Цитати
1. 1 2 3  Erlewine, Stephen. Led Zeppelin IV Review by Stephen Thomas Erlewine //  Led Zeppelin.   allmusic.com. Посетен на 2022-02-07. (на английски)
2. ↑  LED ZEPPELIN IV //  DISCOGRAPHY.   ledzeppelin.com. Посетен на 2022-02-08. (на английски)
3. 1 2 3  Lewis 2010b, eBook.
4. ↑  The 1927 Mississippi flood was a caldron of racism and greed //   archive.nytimes.com. Посетен на 2022-02-08. (на английски)
5. 1 2  Murray, Charles. Led Zeppelin Vs Memphis Minnie: Whose version of When The Levee Breaks is better? //  Features.   loudersound.com, 2016-08-09. Посетен на 2022-02-08. (на английски)
6. 1 2 3 4  Lewis 2010a, eBook.
7. 1 2  Christgau 1981, с. 222.
8. ↑  Grow, Kory. Led Zeppelin Announce Final Three Deluxe Reissues //  Music News.   rollingstone.com, 2015-06-03. Посетен на 2022-02-09. (на английски)
9. 1 2  Shadwick 2005, с. 163.
10. ↑  Fast 2001, с. 62.
11. ↑  Case 2007, с. 105 – 106.
12. ↑  Shadwick 2005, с. 150.
13. ↑  Tolinski 2012, eBook.
14. ↑  Wall 2010, с. 246.